# Khánh Thiện
	Khánh Thiện		là một xã thuộc tỉnh Ninh Bình, Việt Nam.

## Địa lý
Trụ sở xã nằm cách phường Hoa Lư - trung tâm tỉnh lỵ Ninh Bình 15 km về phía Đông Nam, có vị trí địa lý:
- Phía bắc giáp xã Yên Cường.
- Phía đông giáp xã Đồng Thịnh và xã Nghĩa Hưng.
- Phía tây giáp xã Yên Đồng và xã Yên Khánh.
- Phía nam giáp xã Khánh Hội và xã Khánh Trung.

Xã Khánh Thiện	có diện tích:	24,51	km², 	dân số:	25.693	người, mật độ dân số: 	1048	người/km². 	
Đây là đơn vị có diện tích xếp thứ:	75	, số dân xếp thứ: 	98	và mật độ dân số xếp thứ: 	82	trong số 129 xã, phường ở Ninh Bình. 
Xã Khánh Thiện có chợ Xanh nổi tiếng và cũng là nơi có sông Đáy chảy qua.

## Lịch sử
Tổng Bồng Hải xưa (xã Khánh Thiện) có Độ Tổng binh sứ Phạm Xuân chỉ huy quân đội triều định ở đạo Trường Yên đã cùng Phạm Đình Trọng dẹp loạn, được phong là "Oanh liệt Đại tướng quân, Hải Lượng hầu".
Ngày 18 tháng 12 năm 1976, Bộ trưởng Chủ nhiệm Văn phòng Chính phủ thủ tướng ra Quyết định số 1506-TCCP về việc chia xã Khánh Thủy thành 2 xã là xã Khánh Thủy và Khánh Thiện.
Ngày 27 tháng 4 năm 1977, Hội đồng chính phủ ban hành Quyết định số 125-CP về việc sáp nhập xã Khánh Tiên và xã Khánh Thiện thuộc huyện Yên Khánh mới giải thể vào huyện Yên Mô thành lập huyện Tam Điệp.
Ngày 4 tháng 7 năm 1994, Chính phủ ban hành Nghị định số 59-CP về việc chuyển xã Khánh Tiên và xã Khánh Thiện thuộc huyện Tam Điệp về huyện Yên Khánh mới tái lập quản lý.
Ngày 10 tháng 12 năm 2024, Ủy ban Thường vụ Quốc hội ban hành Nghị quyết số 1318/NQ-UBTVQH15 về việc sắp xếp đơn vị hành chính cấp huyện, cấp xã của tỉnh Ninh Bình giai đoạn 2023 – 2025 (nghị quyết có hiệu lực từ ngày 1 tháng 1 năm 2025). Theo đó sáp nhập toàn bộ 6,37 km² diện tích tự nhiên, quy mô dân số là 3.930 người của xã Khánh Tiên vào xã Khánh Thiện.
Xã Khánh Thiện có 9,29 km² diện tích tự nhiên và quy mô dân số là 9.571 người.
Theo Nghị quyết số 1674/NQ-UBTVQH15 ngày 16/6/2025 về sắp xếp các đơn vị hành chính cấp xã của tỉnh Ninh Bình năm 2025, Theo đó, sắp xếp toàn bộ diện tích tự nhiên, quy mô dân số của các xã Khánh Cường, Khánh Lợi và Khánh Thiện thành xã mới có tên gọi là xã Khánh Thiện.	

## Kinh tế

### Cảng Xanh
Theo Quyết định số 2179/QĐ-UBND của tỉnh Ninh Bình ngày 17 tháng 9 năm 2007 V/v phê duyệt Quy hoạch giao thông đường thủy nội địa tỉnh Ninh Bình đến năm 2015 và định hướng phát triển đến năm 2020 thì Cảng Xanh có diện tích 3 ha nằm bên hữu sông Đáy thuộc xã Khánh Thiện. Chức năng của cảng:
- Xếp dỡ hàng hoá vật tư, vật liệu xây dựng, hàng nông sản xuất khẩu và xây dựng.
- Hàng hoá cho khu vực.

Dự kiến xây dựng các hạng mục công trình: Công trình bến cảng, kho bãi. Trang thiết bị xếp dỡ. Nâng cấp khoảng 4÷5 km đường bộ. Văn phòng cảng.

### Chợ Xanh Khánh Thiện
Chợ Xanh Khánh Thiện là một chợ quê nổi tiếng nằm trên đường 481B mặc dù chợ Xanh chỉ nằm cách chợ Rồng Ninh Bình 16 km và chợ huyện Yên Khánh 6 km. Xưa chợ nằm giữa trung tâm vùng rau xanh và hoa màu Yên Khánh nên có tên là chợ Xanh. Hiện tại thì cái tên Xanh được gắn với nhiều địa danh ở Khánh Thiện như cầu Xanh, âu Xanh, cảng Xanh, đình tổng chợ Xanh... Khác với các chợ phiên lân cận chỉ họp trong một buổi và cách nhật, chợ Xanh họp tất cả các ngày trong tuần. Nói đến chợ Xanh, người dân có câu: "Khôn như ranh về chợ Xanh cũng dại".